# Ängesholmen (Gammelgården)
Ängesholmen is een schiereiland in de Zweedse Kalixrivier ter hoogte van Gammelgården. Gezien de naam was het vroeger een eiland, maar is het door verzanding van een riviertak vastgegroeid aan de oostoever van de rivier. Op het schiereiland loopt inmiddels een weg en er staan enkele gebouwen. De oude rivierbedding is nog gedeeltelijk te herkennen aan een sliert van meren.